# 붉은배뿔매
붉은배뿔매(Rufous-bellied eagle)는 열대 아시아의 숲이 우거진 지역에서 발견되는 맹금류이다. 수리과에게는 상대적으로 작고 매처럼 대조적으로 무늬가 있는 이 종은 더 일찍 흰점어깨수리속에, 때때로 검독수리속에도 포함되었지만 별개의 속에 속할 만큼 충분히 독특하다고 생각되었다.

## 묘사
다 자란 붉은배뿔매들은 그들의 패턴이 독특하다. 그들은 짧은 볏이 있는 검은 두건을 가지고 있다. 밤색의 아랫부분과 날개 덮개는 목과 가슴의 흰색과 대조를 이룬다. 암수는 깃털이 거의 구별되지 않지만 암컷들은 약간 더 크고 얼굴에 더 많은 검은색을 가진다. 그들은 매우 직립한 자세로 앉아 있고 날개 끝은 거의 꼬리에 닿다. 꼬리는 완전히 깃털이 있다. 청소년들은 몸의 측면, 머리 마스크와 날개 덮개의 가장자리에 어두운 표시가 있는 매우 하얀 아랫부분을 가지고 있다. 그들은 흰점어깨수리와 비슷하게 보일 수 있다. 비행 중에, 날개 밑줄은 어둡고 더 큰 덮개는 검은색이다. 비행 깃털은 검은 가장자리와 함께 얇게 나 있다. 꼬리는 어둡고 나 있다.

## 분포 및 서식지
붉은배뿔매는 동남아시아에서 발견되며, 술라웨시섬까지 분포한다.
이 종은 주로 언덕 숲과 관련이 있다. 인도에서는 네팔에서 아삼주까지 발생하는 히말라야산맥보다 서고츠산맥에서 더 흔하다. 그들은 또한 동고츠산맥의 일부에서 발생한다.

## 행동생태학
붉은배뿔매들은 대개 숲의 우거진 윗부분에서 높이 치솟는 것을 볼 수 있다. 그들은 공중, 우거진 윗부분 또는 숲 속 바닥에 새와 포유류를 포함할 수 있는 먹이를 잡기 위해 다이빙을 한다. 스리랑카숲비둘기, 네팔꿩, 닭만한 크기의 새들이 먹이로 기록되어 왔다. 붉은배뿔매의 번식기는 겨울이고 어린 새들은 먹이 종들도 번식하고 있는 봄에 부화한다. 이 전시용 비행은 몸을 구부리고 날개를 떨게 하는 것을 포함한다. 그들의 울음소리는 일련의 고음의 fwick, fwick... 음들과 얇은 일주일이 뒤따르는 것을 포함한다. 그들은 크고, 종종 맨 나무 위에 둥지를 틀고, 마른 막대기들과 부러진 가지들로 이루어진 큰 플랫폼을 만든다. 둥지는 녹색 잎들이 늘어서 있고, 하나의 알이 낳다. 두 부모들은 교대로 부화, 먹이주기, 그리고 둥지 방어를 한다.